# Drewniane kościoły powiatu kolbuszowskiego
Drewniane kościoły powiatu kolbuszowskiego – cztery zachowane drewniane świątynie rzymskokatolickie znajdujące się na terenie powiatu kolbuszowskiego. Wszystkie obiekty zostały wpisane do rejestru zabytków, a część znajduje się na trasie IX tarnobrzesko-niżańskiej Szlaku Architektury Drewnianej województwa podkarpackiego.
Do tej grupy należą następujące świątynie:
| Nazwa                                                         | zdjęcie | przynależność dekanalna i parafialna                                                     | numer w rejestrze zabytków | opis |
| ------------------------------------------------------------- | ------- | ---------------------------------------------------------------------------------------- | -------------------------- | --- |
| Kościół Przemienienia Pańskiego w Cmolasie                    |         | Dekanat Kolbuszowa Wschód, parafia Przemienienia Pańskiego w Cmolasie                    | A-793 z 12.10.1990         | Świątynia z lat 1646–1648, konstrukcji zrębowej, przed 1992 rokiem obok murowanego kościoła Przemienienia Pańskiego, od tego roku w miejscu kościoła Świętego Stanisława i Wojciecha przeniesionego do Porąb Dymarskich. |
| Kościół św. Marka w Domatkowie                                |         |                                                                                          |                            | Świątynia z 1840 roku, konstrukcji zrębowej, przed 2010 rokiem obok murowanego kościoła św. Marka Ewangelisty, następnie przeniesiony do Muzeum Kultury Ludowej w Kolbuszowej.                                           |
| Kościół Świętego Stanisława i Wojciecha w Porębach Dymarskich |         | Dekanat Kolbuszowa Wschód, parafia Świętego Stanisława i Wojciecha w Porębach Dymarskich | 956 z 25.03.1976           | Świątynia z lat 1656–1660, konstrukcji zrębowej, przed 1979 rokiem w miejscu, gdzie znajduje się kościół Przemienienia Pańskiego w Cmolasie, następnie przeniesiony do Porąb Dymarskich.                                 |
| Kościół Świętej Anny w Trzęsówce                              |         | Dekanat Kolbuszowa Zachód, parafia Świętej Anny w Trzęsówce                              | A-83 z 7.04.2004           | Świątynia z 1759 roku, konstrukcji zrębowej. |